# تیکلا قاسا
تیکلا قاسا (به اسپانیایی: Tiklla Q'asa) یک کوه در پرو است که در Peru, Cusco Region, Canchis Province, Quispicanchi Province واقع شده‌است. تیکلا قاسا ۴٬۸۰۰ متر بالاتر از سطح دریا واقع شده‌است.